# Juliusz Dziewulski
Juliusz Henryk Dziewulski (ur. 12 kwietnia 1898 w Warszawie, zm. 19 września 1982 w Londynie) – oficer lotnictwa Wojska Polskiego II RP, wing commander Royal Air Force, w 1964 awansowany na pułkownika przez władze RP na uchodźstwie.

## Życiorys
Po odzyskaniu przez Polskę niepodległości został przyjęty do Wojska Polskiego. Został awansowany do stopnia porucznika artylerii ze starszeństwem z 1 czerwca 1919. W 1923, 1924 był oficerem 1 pułku artylerii polowej Legionów. Później zweryfikowany w stopniu porucznika lotnictwa ze starszeństwem z 1 czerwca 1919. W 1928 był oficerem 1 pułku lotniczego. Został awansowany do stopnia kapitana aeronautyki ze starszeństwem z 1 stycznia 1932. W 1932 był w dyspozycji szefa Departamentu Aeronautki Ministerstwa Spraw Wojskowych. Od 13 czerwca 1935 do 6 czerwca 1937 był dowódcą 12 eskadry wywiadowczej. Na stopień majora został mianowany ze starszeństwem z 19 marca 1938 i 8. lokatą w korpusie oficerów lotnictwa, grupa liniowa. W marcu 1939 pełnił służbę w Sztabie Lotniczym Sztabu Głównego na stanowisku kierownika Samodzielnego Referatu Informacyjnego.
Podczas II wojny światowej był oficerem Polskich Sił Powietrznych w Anglii w ramach Royal Air Force, miał numer służbowy P-0175. W ramach armii angielskiej otrzymał stopień wing commander. W 1964 został awansowany do stopnia pułkownika pilota w korpusie oficerów lotnictwa (Polskie Siły Powietrzne). 29 maja 1968 został powołany na członka Głównej Komisji Skarbu Narodowego Rzeczypospolitej Polskiej. Był powołany na zastępcę członka Kapituły Orderu Odrodzenia Polski przez prezydentów RP na uchodźstwie Augusta Zaleskiego 11 listopada 1970 oraz Stanisława Ostrowskiego 15 sierpnia 1978. Z ramienia Ligi Niepodległości Polski był członkiem Rady Stanu Rzeczypospolitej Polskiej w 1972 oraz VI Rady Narodowej Rzeczypospolitej Polskiej 1978–1983.
Zmarł 19 września 1982 w Londynie i symbolicznie został upamiętniony na grobowcu rodzinnym na cmentarzu Powązkowskim w Warszawie (kwatera 193-6-21).

## Ordery i odznaczenia
- Krzyż Niepodległości (12 maja 1931)[18]
- Krzyż Oficerski Orderu Odrodzenia Polski (11 listopada 1974)[19]
- Krzyż Kawalerski Orderu Odrodzenia Polski (3 maja 1968)[20]
- Krzyż Walecznych[10]
- Srebrny Krzyż Zasługi (16 marca 1933)[21]
- Medal 10 Rocznicy Wojny Niepodległościowej (Łotwa)[22]